# D' parte seconda
D' parte seconda è il secondo EP del rapper e cantautore italiano Dargen D'Amico, pubblicato l'8 ottobre 2010 esclusivamente in formato digitale.

## Il disco
Si tratta della seconda ed ultima parte del progetto inerente al terzo album in studio dell'artista, intitolato CD' e pubblicato il 1º aprile 2011 nel formato CD.
Il progetto è concepito come un concept album. Infatti, tratta di amore, visto in varie sfumature.

## Tracce
1. Odio volare (feat. Daniele Vit)
2. Anche se il mondo ha
3. D' cuore (D'Amico d'amore)
4. L'amore è quell'intertempo
5. In loop (la forma di un cuore) (feat. Two Fingerz)
6. Mi piacciono le donne (feat. Crookers)
7. Briciole colorate
8. Mi piacciono le donne (Cheesy Manolos Remix)